# 시베르스키도네츠강

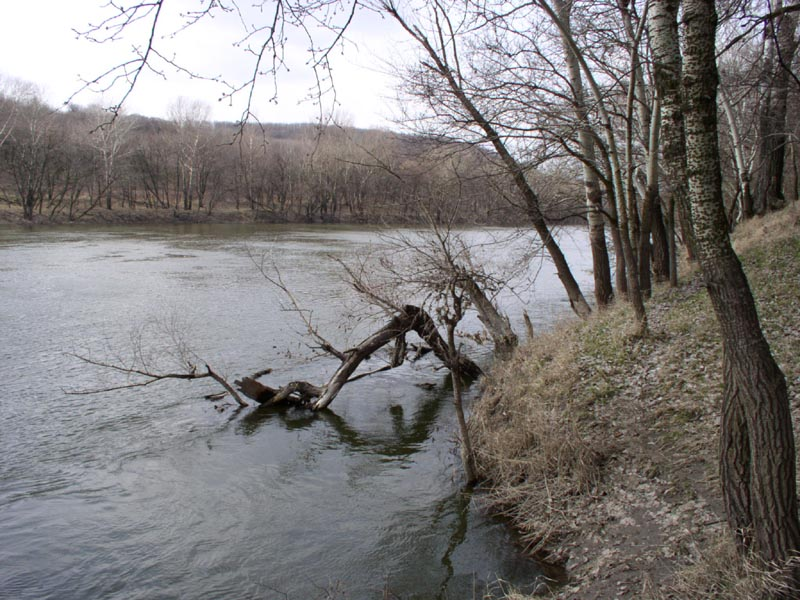
Северский Донец Сіверський Донець (Дінець)

세베르스키도네츠강(러시아어: Северский Донец), 시베르스키도네츠강(우크라이나어: Сіверський Донець) 또는 간단히 도네츠강은 동유럽 평원을 흐르는 돈강의 지류이다. 러시아 벨고로드주와 로스토프주, 우크라이나 하르키우주와 도네츠크주, 루한스크주를 흘러서 통과한다.

## 개요
- 유역 길이 — 1,050 km.
- 유역 면적 98,900 km2
- 흑해로 흘러들어간다.

## 도시
주위에 벨고로드, 추구예프, 이줌, 리시찬스크, 루비즈니예, 세베로도네츠크, 도네츠크, 카멘스크샤흐틴스키, 벨라야칼릿바가 있다.